# Gustav Vigeland
Gustav Vigeland, rojen kot Adolf Gustav Thorsen, norveški kipar, * 11. april 1869, Halse, Norveška, † 12. marec 1943, Oslo.
Gustav Vigeland zavzema med norveškimi kiparji poseben položaj, tako po moči njegove ustvarjalne domišljije kot po produktivnosti. Najbolj ga povezujejo z Vigelandovo instalacijo (Vigelandsanlegget) v Frognerjevem parku v Oslu. Bil je tudi oblikovalec medalje za Nobelovo nagrado za mir.

## Zgodnje življenje
Adolf Gustav Thorsen se je rodil v družini obrtnikov, tik pred Halse og Harkmarkom, nekdanjo občino v Mandalu. Njegova starša sta bila Elesæus Thorsen (1835–1886), mizar, in Anne Aanensdatter (1835–1907). Imel je tri brate, od katerih je Emanuel Vigeland (prvotno Thorsen) postal znan umetnik. Kot mladega so ga poslali v Oslo, kjer se je v lokalni šoli učil rezbarjenja v lesu. Vendar ga je nenadna smrt očeta prisilila, da se je vrnil v Mandal, da bi pomagal svoji družini. Gustav je nekaj časa živel pri svojih starih starših na kmetiji Mjunebrokka v Vigelandu, stari kmetiji v župniji Valle, občini Lindesnes v okrožju Vest-Agder.
Leta 1888 se je vrnil v Oslo, tokrat odločen, da postane poklicni kipar. Pritegnil je pozornost kiparja Brynjulfa Bergsliena, ki ga je podpiral in mu omogočil praktično usposabljanje. Naslednje leto je razstavil svoje prvo delo, Hagar in Ishmael. V svojih dvajsetih letih je prevzel novo priimek Vigeland iz kraja, kjer je na kratko živel.
Vigeland je leta 1891 do 1896 preživel na več potovanjih v tujino, med drugim v Københavnu, Parizu, Berlinu in Firencah. V francoski prestolnici je obiskoval delavnico Augusta Rodina, medtem ko je v Italiji eksperimentiral z antičnimi in renesančnimi umetninami. V teh letih so se prvič pojavile teme, ki bodo kasneje prevladovale pri njegovem navdihu - smrt in odnos med moškim in žensko. Svoje prve osebne razstave je imel na Norveškem leta 1894 in 1896, kar je prejelo pomembne kritike.

## Zgodnja javna dela
Do leta 1902 se je Vigeland ukvarjal z obnovo stolnice škofije Nidaros v Trondheimu. Stik s srednjeveško umetnostjo je prispeval k še eni pogosti temi v Vigelandovi umetnosti, zmaju kot simbolu greha, pa tudi kot naravni sili, ki se bori proti človeku.
V Oslu je od mesta dobil zapuščen studio, v katerem je delal. Leta 1905 je Norveška postala neodvisna od Švedske. Vigeland, ki velja za najbolj nadarjenega norveškega kiparja, je prejel številna naročila za kipe in doprsne kipe, ki so slavili slavne rojake, kot sta Henrik Ibsen in Niels Henrik Abel.
Leta 1906 je Vigeland predlagal model iz krede za monumentalni vodnjak. Sprva je bila ideja mestne občine Oslo, da fontano postavijo na Eidsvolls plass, trg pred norveškim parlamentom. Njegovo delo je bilo na splošno dobrodošlo, vendar je lokacija povzročila spor: dokončanje dela je bilo zaradi spora odloženo. Medtem je Vigeland prvotni projekt razširil in dodal več kiparskih skupin. Visok granitni steber je bil zasnovi dodan leta 1919.

## Vigelandova instalacija
Gustav Vigeland je najbolj znan po Vigelandovi instalaciji, stalni kiparski postavitvi v Frognerjevem parku v Oslu.
Leta 1921 se je mesto Oslo odločilo porušiti hišo, v kateri je živel Vigeland, in zgraditi knjižnico. Po dolgem sporu je Vigeland od mesta dobil novo stavbo, kjer je lahko delal in živel; v zameno je obljubil, da bo mestu podaril vsa svoja naslednja dela, vključno s kipi, risbami, gravurami in modeli.
Vigeland se je leta 1924 preselil v svoj novi studio na Nobelovih vratih v okrožju Frogner. Njegov studio je bil v bližini Frognerjevega parka, ki ga je izbral kot dokončno lokacijo za svoj vodnjak. V naslednjih dvajsetih letih se je Vigeland posvečal projektu odprte razstave svojih del, ki se je pozneje spremenila v tisto, kar je znano kot aranžma Vigelandovih kipov (Vigelandsanlegget) v Frognerjevem parku. Vigelandova instalacija vključuje 212 bronastih in granitnih skulptur, ki jih je zasnoval Gustav Vigeland. Skulpture dosežejo vrhunec v znamenitem Monolitu (Monolitten), s svojimi 121 figurami, ki se trudijo doseči vrh skulpture.

## Vigelandov muzej
Vigeland je do svoje smrti leta 1943 živel in delal v svojem ateljeju ob Nobelovih vratih. Njegov pepel je še vedno ohranjen tam v zvoniku stavbe. Po dogovoru z mestom Oslo je stavba postala Vigelandov muzej (Vigelandsmuseet).
Lokacija je neposredno južno od aranžmaja skulptur. Vigelandovo stanovanje v tretjem nadstropju je bilo ohranjeno kot del muzeja, ki hrani različna umetnikova dela, skupaj z mavčnimi modeli Vigelandovih skulptur v Frognerjevem parku.

## Zapuščina
Nekateri umetnostni kritiki so Vigelandove skulpture označili za izraze nacistične ali fašistične estetike, zato so ga primerjali z Arnom Brekerjem. Pola Gauguin je v časopisu Verdens Gang, ki so ga ustanovili nekdanji norveški pripadniki odpora kmalu po koncu nemške okupacije Norveške leta 1945, zapisala, da Vigelandova instalacija »smrdi po nacistični miselnosti«.  Dela v instalaciji prikazujejo posameznike, ki so različno obsedeni: V agoniji in šoku; zanos in mučenje, od rojstva do smrti in naprej. Ocena Strømoddna ne najde političnih tem.
Posterity, igra Douga Wrighta iz leta 2015, je predstavljala interakcijo med Vigelandom in Henrikom Ibsenom.